# Negros

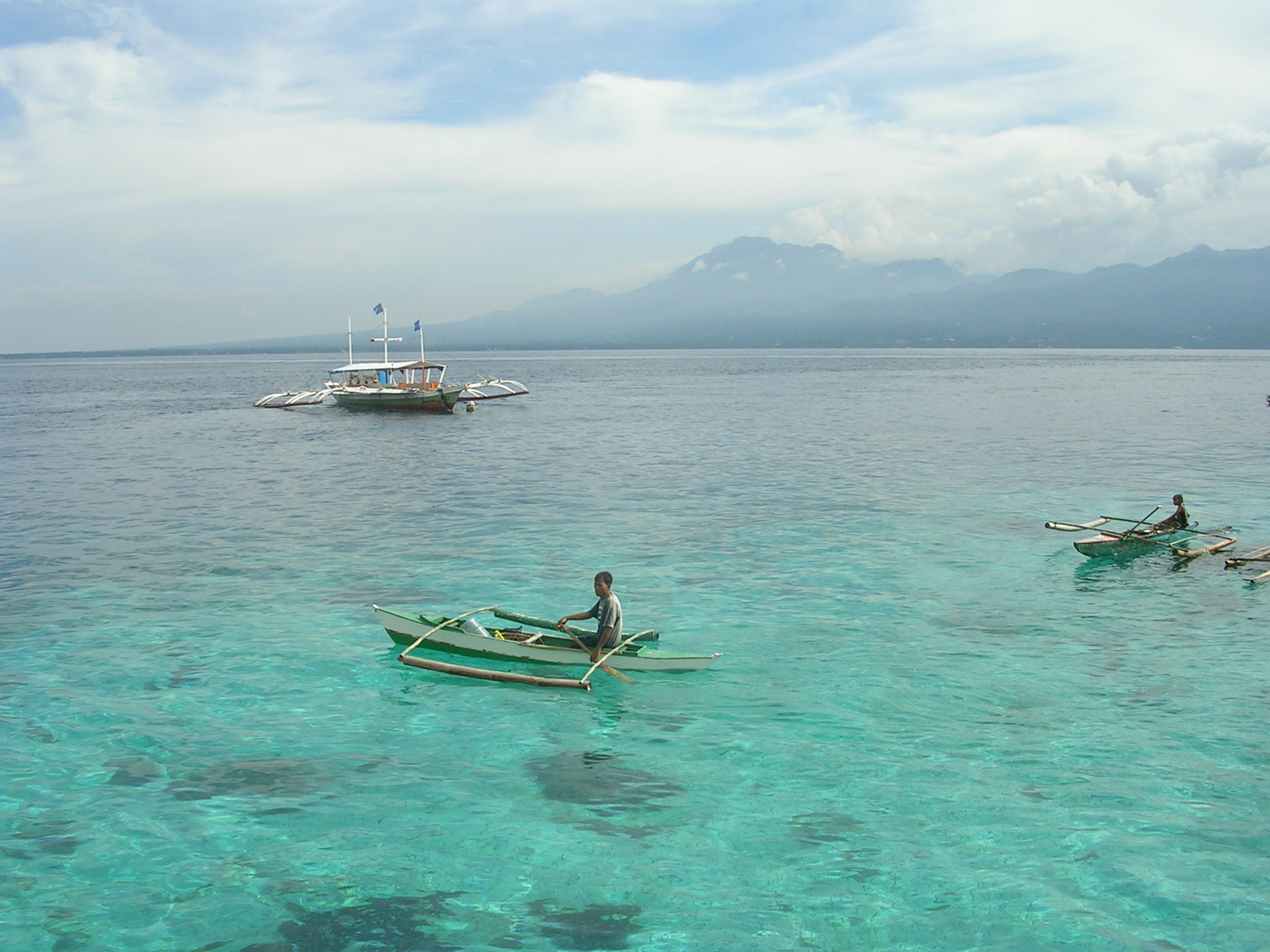
Negros från Cebu.

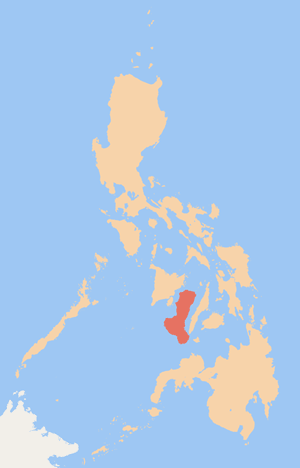
Negros läge.

Negros, även Buglas, ö i Filippinerna, norr om Mindanao, mellan 9° och 11° nordlig bredd, ytan är ungefär 13 328 kvadratkilometer, befolkningen är 3,7 miljoner (år 2000) och består huvudsakligen av folket visayas. Ön, som är vulkanisk och når en höjd av 2 497 meter, har rik skogväxt. Aktiva vulkaner är Mandalagan och sannolikt även Malaspina samt Bacon. Huvudprodukter på ön är ris och kakao. Negros är Filippinernas tredje största ö, efter Luzon och Mindanao, och den största ön i ögruppen.
På ön ligger de två provinserna Negros Occidental och Negros Oriental. På den nordvästra delen av ön, provinsen Negros Occidental talas främst Ilonggo (Hiligaynon), medan det på den södra delen av ön främst talas Cebuano. Ekonomiskt har ön Negros varit väldigt beroende av sockerrörsodling vilket lett till sociala och ekologiska problem.